# Гаф-Ассіні
Хаф-Ассіні (також відоме як Ав'яне) — невелике містечко, центр округу Йоморо, у Західному Регіоні Гани.
Є рідним містом батька першого президента незалежної Гани Кваме Нкруми. Сам Нкрума навчався у містечку в початковій школі.